# Friedrich Csanády von Békés
Friedrich Csanády von Békés (Ljubljana, 4. svibnja 1861. – Budimpešta, 13. prosinca 1937.) je bio austrougarski general i vojni zapovjednik. Tijekom Prvog svjetskog rata zapovijedao je X., VI. i XIII. korpusom na Istočnom i Talijanskom bojištu.

## Vojna karijera
Friedrich Csanády je rođen 4. svibnja 1861. u Ljubljani. Srednju školu pohađa je u Kestelu, nakon čega od 1878. pohađa kadetsku školu u Beču koju s uspjehom završava 1881. godine. Od 1890. pohađa Vojnu akademiju u Beču koju završava 1892. godine. Po završetku akademije služi kao stožerni časnik u raznim vojnim jedinicama. Godine 1899. promaknut je u čin potpukovnika, dok se od 1900. nalazi na službi u ministarstvu rata. U čin pukovnika promaknut je 1903. godine kada postaje zapovjednikom 12. pješačke pukovnije. U svibnju 1910. unaprijeđen je u general bojnika, te preuzima zapovjedništvo nad 73. honvedskom brigadom smještenom u Bratislavi. Navedenom brigadom zapovijeda do 1913. godine kada je u svibnju promaknut u čin podmaršala, te imenovan zapovjednikom 20. honvedske divizije na čijem čelu dočekuje i početak Prvog svjetskog rata.

## Prvi svjetski rat
Na početku Prvog svjetskog rata 20. honvedska divizija ušla je u sastav Armijske grupe Kövess kojom je na Istočnom bojištu zapovijedao Hermann Kövess. Divizija je ubrzo ušla u sastav 2. armije, te je vodila teške borbe u kojima je u studenom Csanady ranjen. Nakon oporavka jedno vrijeme radio je u ministarstvu rata, da bi u lipnju 1915. bio imenovan zapovjednikom 38. honvedske divizije. Navedenom divizijom zapovijedao je godinu dana, do lipnja 1916., kada postaje zapovjednikom X. korpusa zamijenivši na tom mjestu Huga Martinyja. Zapovijedajući navedenim korpusom sudjeluje u zaustavljanju Brusilovljeve ofenzive, nakon čega je u studenom promaknut u čin generala pješaštva.

U siječnju 1917. preuzima zapovjedništvo nad VI. korpusom kojim je do tada zapovijedao Ludwig von Fabini. Navedeni korpus nalazio se u sastavu 1. armije u sastavu koje Csanady sudjeluje u borbama na Rumunjskom bojištu. U srpnju 1917. imenovan je zapovjednikom XXVI. korpusa. Navedenim korpusom zapovijeda svega mjesec dana jer je ubrzo imenovan zapovjednikom XIII. korpusa zamijenivši na tom mjestu Alfreda von Schenka. Korpus se na Istočnom bojištu nalazio u sastavu 3. armije, ali je nakon potpisivanja Brest-Litovskog mira u travnju 1918. premješten na Talijansko bojište u sastav 10. armije koja je držala položaje u južnom Tirolu. Ubrzo međutim, u svibnju, korpus je premješten u sastav 11. armije u sastavu koje Csanady sudjeluje u Bitci na Piavi. Pred kraj rata, u listopadu 1918. Csanady sa XIII. korpusom sudjeluje u završnom austrougarskom porazu na Talijanskom bojištu u Bitci kod Vittoria Veneta.

## Poslije rata
Nakon završetka rata Csanady je s 1. siječnjem 1919. umirovljen. Godine 1927. izabran je u gornji dom mađarskog parlamenta. Preminuo je 13. prosinca 1937. u 77. godini života u Budimpešti.

## Vanjske poveznice
(njem.) Friedrich Csanády von Békés na stranici Weltkriege.at

(eng.) Friedrich Csanády von Békés na stranici Armedconflicts.com